# Patricia Correa

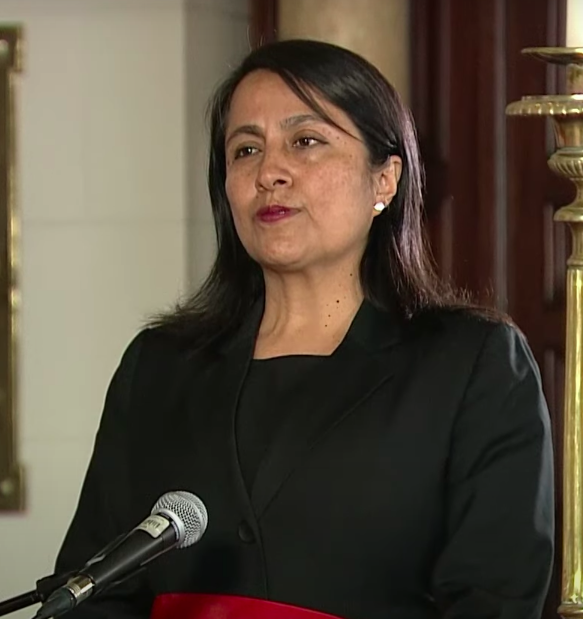
Patricia Correa, 2022

Patricia Correa Arangoitia (geboren im 20. Jahrhundert) ist eine peruanische Politikerin. Sie war im Dezember 2022 Bildungsministerin im Kabinett Boluarte.

## Leben
Correa absolvierte an der Pontificia Universidad Católica del Perú in Lima ein Masterstudium in öffentlicher Verwaltung. Danach war sie als Bildungsberaterin tätig, unter anderem bei der UNESCO und von 2003 bis 2011 im Nationalen Bildungsrat (Consejo Nacional de Educación) im Bereich Dezentralisierung der Bildung. Außerdem war sie Leiterin der Behörde für Regionale Koordination (Oficina de Coordinación Regional) des Bildungsministeriums.

## Politische Laufbahn
Nach dem versuchten Selbstputsch von Präsident Pedro Castillo am 7. Dezember 2022 wurde dieser vom peruanischen Kongress abgesetzt. Die Erste Vizepräsidentin Dina Boluarte wurde zur neuen Präsidentin und besetzte die Ministerien neu. Am 10. Dezember 2022 legte Correa ihren Amtseid zur Bildungsministerin ab. Sie trat bereits eine Woche später am 16. Dezember 2022 zurück, nachdem es infolge der Proteste gegen Boluarte zu Todesopfern gekommen war.